# Wie fünf Mädchen im Branntwein jämmerlich umkommen

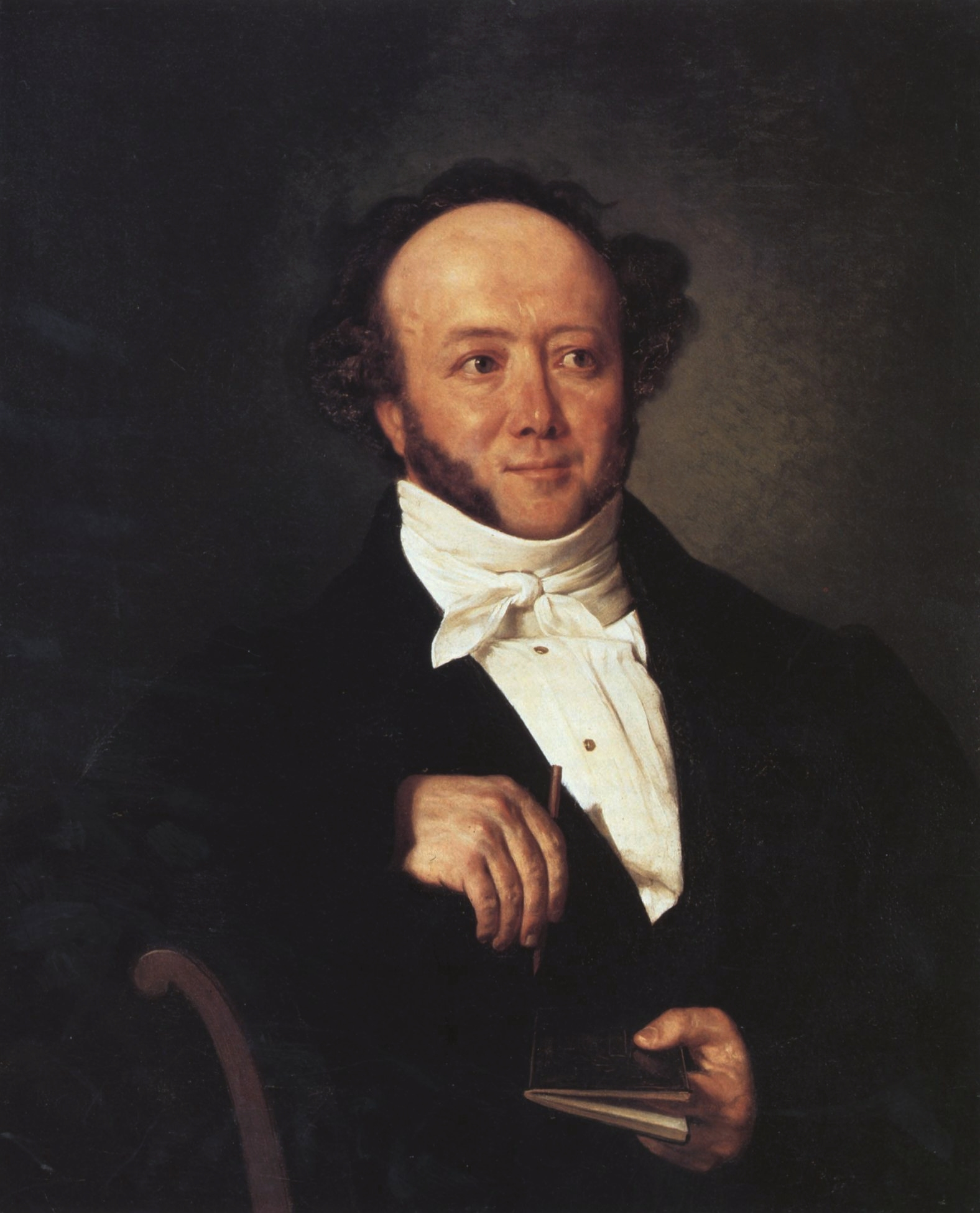
Jeremias Gotthelf (um 1844)

Wie fünf Mädchen im Branntwein jämmerlich umkommen ist eine Erzählung von Jeremias Gotthelf, die im November 1838 in der Wagnerschen Buchhandlung in Bern erschien.

## Inhalt
Der Ich-Erzähler, ein „Gummi“ – das ist ein Kommis, ein Handelsreisender –, kehrt in einem Bauerndorf im Kanton Bern ein. In der Gaststube des Wirtshauses beobachtet er fünf branntweinsüchtige Mädchen. Anderntags begegnet er einem ortsansässigen Bauersmann. Der mitteilsame Alte erzählt dem Reisenden aus der Stadt während mehrerer Gespräche vom klagvollen Schicksal der fünf Alkoholikerinnen.

### Stüdeli
Der Vater, ein liederlicher Fuhrmann, starb früh. Die Mutter bekam in der zweiten Ehe mehrere Kinder – hässliche böse Dinger, die die Stiefschwester sehr quälten. Stüdeli kam bei einer Näherin unter. Dieses „unsaubere Weibsstück“ zog Männer an. Jeder der Besucher verbrachte die Nacht mit der Näherin in einem Bett, in dem auch Stüdeli schlafen musste. Nach dem plötzlichen Tode der Näherin folgte Stüdeli dem Beispiel der Verstorbenen. Das „Meitschi“ schlief mit einem lustigen Bauernsohn. Der Brönz, das ist der Branntwein, machte Stüdeli aber „das Blut so schwer und schwarz“, dass sie das Gift schließlich „nicht herausschwitzen kann“. Eines Morgens steht sie nicht mehr auf. „Magenbruch“ wird vermutet. Stüdeli endet im furchtbaren Wahnsinn. Sie zerreißt die Kleider. Wie im Kanton Bern zu jener Zeit nicht unüblich, wird die Kranke splitternackt in eine Kammer eingeschlossen. Wenn Stüdeli rast, wird sie von den Leuten, die ihr Nahrung und Getränk zuschieben, „aus lauter Barmherzigkeit“ geprügelt. Einmal, als die Kranke wieder still geworden ist, lassen diese Leute sie in den kalten Winter hinaus. Stüdeli macht sich schlecht bekleidet fort. Unterwegs findet sie Unterschlupf und bekommt Branntwein. Stüdeli tanzt hinaus in die Nacht. In der erfriert sie.

### Bäbi
Die Eltern waren brave Leute mit Grundsätzen. Einer davon: Bäbi durfte zwar vor der Ehe schwanger werden, doch ein uneheliches Enkelkind wollten die Eltern nicht.
Die Eltern hatten Bäbi zu Stüdeli in die Lehre gegeben, weil sie gehört hatten, Stüdeli sei eine gute Näherin. Während ihrer Lehre musste Bäbi Branntwein trinken und mit in Stüdelis einzigem Bett schlafen. Bäbi musste in dem Bett machen, was Stüdelis oder auch ihre eigenen Beischläfer wollten. Gegen Ende der Lehrzeit wurde Bäbi „von irgendeinem Strolch schwanger“. Die werdende Mutter wusste überhaupt nicht, was mit ihrem Leib geschah. Als sich die bevorstehende Geburt nicht mehr verbergen ließ, schlug der erzürnte Vater aus der Unglücklichen den Namen des werdenden Vaters mit der Faust heraus. Der angegebene Nachbarssohn war es aber gar nicht. Bäbi wusste beim besten Willen nicht, wer das Kind gezeugt hatte.
Die Väter der jungen Leute, zwei Nachbarn, streiten und prozessieren kostenaufwändig. Das Kind wird geboren. Schließlich muss Bäbi vor Gericht in der Sache schwören. Den Meineid verwindet die junge Mutter nicht. Bäbi stirbt. Die Leute munkeln von einem plötzlichen grausamen Fieber und auch von einem Blutsturz.

### Marei
Als „armer, schlechter Leute Kind“ wurde Marei frühzeitig „zum Betteln gehalten“. Bettelkinder, so auch Marei, trinken Branntwein. Das Kind wurde den Eltern weggenommen. Später dann machte sich Marei an alte Männer heran. Der erste, ein Geizkragen, wurde von seinen Verwandten, die ihn einmal beerben wollen, auf Diebstähle Mareis hingewiesen. Der Alte tolerierte Mareis Trunksucht, bestehlen ließ er sich aber nicht. So kam die überführte Diebin ins Zuchthaus. Nach ihrer Entlassung nahm Marei wieder ein Witwer in Dienst. Das war ein verhärteter Bösewicht, der nichts gegen eine Zuchthäuslerin hatte.
Betrunken stürzt Marei schließlich in dem Haus des Alten in einen in den Boden eingelassenen dampfenden Wasserkessel und wird gesotten.

### Lisabeth
Als Tochter eines Schuhmachers und einer Wäscherin wuchs Lisabeth in der Armensiedlung des Bauerndorfes auf. Sie ist die einzige der fünf Trinkerinnen, die überlebt. Doch ihre Trunksucht brachte sie ins Krankenhaus. Der Alkoholentzug dort bekam ihr überhaupt nicht. Dann wieder in Freiheit, lebt sie mit einem Gürtler zusammen und bekommt mit der Zeit sechs Kinder. Das Paar vernachlässigt seine Sprösslinge so sehr, dass der Erzähler klagt: „Betet für die armen Würmchen, daß Gott sie bald erlöse und hinaufnehme in seinen schönen Himmel!“

### Liseli
Als die hübsche Bauerntochter vierzehn Jahre alt war, starb die Mutter. Das Mädchen, „groß und stark wie ein achtzehnjähriges“, wurde von einem Kostgänger im Vaterhause verführt. Die verbotenen Genüsse wurden Liseli Bedürfnis. Das Verhältnis wird bekannt. Liselis Ruf ist zerstört. Später dann wirbt ein Geschäftsmann, ein „mißratenes Subjekt“ aus „irgendeiner Stadt“ um sie. Liseli möchte geheiratet werden, zumal der Bräutigam trinkt. Der Vater sagt nicht nein zu dem Tochtermann. Liseli wird Mutter. Der Geschäftsmann vernachlässigt seine Frau. Liseli hält sich am Brönz schadlos. Der recht stattlich aussehenden Frau sieht man die Trunksucht nicht an.
Einmal im Hochsommer, als der Ich-Erzähler sich während eines schweren Gewitters dem Dorf nähert, schlägt der Blitz in eines der Häuser ein. Liselis Behausung wurde getroffen und brennt lichterloh. Der pflichtvergessene Ehemann sitzt im Wirtshaus beim Kartenspiel. Liseli erwacht. Die noch Betrunkene rettet sich aus dem Feuer. Draußen besinnt sich Liseli und sucht nach ihren Kindern. Als die Kleinen nicht auffindbar sind, stürzt sich Liseli in die Flammen und verbrennt mit ihren Kindern. Der Moralist Gotthelf kommentiert den Jammer um die „verbrannten Kinder, die eine nüchterne Mutter gerettet hätte.“

## Berndeutsch
- Manchmal kann die Bedeutung der berndeutschen Wörter nicht erraten werden.

| Bärndütsch | Standarddeutsch            |
| ---------- | -------------------------- |
| plätzen    | flicken                    |
| schnausen  | naschen, stöbern           |
| allbets    | bereits                    |
| flöken     | verschleppen               |
| Kilter     | auch: fensterlnder Bursche |
| Gotte      | Patin                      |
| Stör       | Lohnarbeit                 |
| Ghüder     | Unrat                      |
| Längizyti  | Heimweh                    |
| Müntschi   | Kuss                       |
| Kuderbützi | Puppe                      |
| Gaden      | Dachkammer                 |
| sturm      | schwindelig                |

- Auch ganze Sätze brauchen eine Übersetzung. So lässt Gotthelf zum Beispiel den Geschäftsreisenden erzählen: „Da hätte noch niemere nüt Schlechts gemacht, und niemere sy no vor em Richter gsi vo ne als einist drGroßätti, wil er em Pfarrer siner Pflume heyg helfe schütte, drLandvogt heyg aber nume glachet u gfragt, ob sie de ryf gsi syge.“ – Da hätte noch niemand nichts [= etwas] Schlechtes gemacht, und niemand sei noch vor dem Richter gewesen von ihnen als einmal der Großvater, weil er dem Pfarrer seine Pflaumen [= die Pflaumen des Pfarrers] habe zu schütteln geholfen, der Landvogt habe aber nur gelacht und gefragt, ob sie reif gewesen seien.[7]

## Rezeption
- Ein Anonymus schreibt am 2. Mai 1839 im „Christlichen Volksboten aus Basel“: Der Text mache „zu nahe mit dem Schmutze des Lasters bekannt“.[8]
- Die Erzählung sei Gotthelfs Antwort auf Zschokkes „Die Branntweinpest“[9] aus dem Jahr 1837. Darin werde die seinerzeit aufkommende Alkoholsucht bagatellisiert.[10]
- Ein anonymer Rezensent im liberalen Wochenblatt „Berner Volksfreund“ vom 24. Januar 1839 gibt Gotthelfs Text den Vorzug vor Zschokkes „Lustspiel“.[11] Denn Zschokkes Text sei nicht regional lokalisierbar und ziemlich unwahrscheinlich.[12]
- Nach Fehr[13] sei die Erzählung von der neueren Literaturgeschichtsschreibung ungenügend beachtet worden. Deshalb widmet er der „Struktur der «Fünf Mädchen»“ in seinem Gotthelf-Buch ein ganzes Unterkapitel. Gotthelf setze das Leben und Sterben der fünf Trinkerinnen aus fünfzehn Einzelbildern – in drei Sektionen zu jeweils fünf Bildern – zusammen. Ausgehend von der Gegenwart erlebt der Ich-Erzähler erstens in dem Wirtshaus das „Schnapselend“. Zweitens greift Gotthelf dank der Mitteilsamkeit des oben genannten ortsansässigen Bauersmannes auf Begebenheiten aus der Vergangenheit der fünf Alkoholikerinnen zurück. Und drittens wird die Zukunft beleuchtet: Der Ich-Erzähler befindet sich während Liselis fürchterlichem Feuertode vor Ort.
- Der Pfarrer Gotthelf geißele die Trunksucht als Gottlosigkeit,[14] hinter der der Teufel stecke.[15]
- v. Zimmermann[16] nennt die Erzählung einen „Normbruch“ und ein „brutales Bild der Alkoholverfallenheit“.

### Erstausgabe
- Jeremias Gotthelf: Wie fünf Mädchen im Branntwein jämmerlich umkommen. Eine merkwürdige Geschichte. Wagner’sche Buchhandlung, Bern 1838.

### Verwendete Ausgabe
- Wie fünf Mädchen im Branntwein jämmerlich umkommen. Eine merkwürdige Geschichte. In: Henri Poschmann: Gotthelfs Werke in zwei Bänden (= Bibliothek deutscher Klassiker). Bd. 1, S. 1–87. Aufbau-Verlag, Berlin 1982 (3. Aufl.), Textgrundlage: Gotthelf-Gesamtausgabe von Rudolf Hunziker und Hans Bloesch (München 1911) sowie die 20-bändige Ausgabe von Walter Muschg (Basel 1948).

### Ausgaben
- Jeremias Gotthelf: Wie fünf Mädchen im Branntwein jämmerlich umkommen. Wie Joggeli eine Frau sucht. Der Geltstag. Nach dem Originaltexte neu herausgegeben von Otto Sutermeister. Zahn, La Chaux-de-Fonds 1894. Prachtausgabe mit ganzseitigen Illustrationen von Albert Anker und K. Gehri, Leinen mit Rücken- und Deckeltitelvergoldung.

### Sekundärliteratur
- Karl Fehr: Jeremias Gotthelf. Poet und Prophet – Erzähler und Erzieher. Zu Sprache, dichterischer Kunst und Gehalt seiner Schriften. Francke Verlag, Bern 1986, ISBN 3-317-01611-6.
- Pierre Cimaz: Jeremias Gotthelf (1797–1854). Der Romancier und seine Zeit. Aus dem Französischen von Hanns Peter Holl. A. Francke, Tübingen/Basel 1998, ISBN 3-7720-2185-9.
- Christian von Zimmermann: „Wie man (k)ein Volksbuch schreibt“. In Heinz Ludwig Arnold (Hrsg.): „Jeremias Gotthelf“. text+kritik. Heft 178/179, S. 43–55. Richard Boorberg, München 2008, ISBN 978-3-88377-913-3.